# Пеней (бог)
Пеней (на гръцки: Πηνειός, Пиниос, старогръцко произношение Пенейос) в древногръцката митология е речен бог на едноименната река Пеней в Тесалия. Син на Океан и Тетия. Когато Аполон преследвал дъщеря му Дафне, влюбен, защото Ерос го улучил с една от стрелите си, задето Аполон му се присмял, тя помолила баща си да ѝ помогне и да я превърне в лаврово дърво.